# Fridolin Endraß
Fridolin Endraß (* 5. März 1893 in Mariabrunn; † 23. Februar 1940 in Berlin-Plötzensee) war ein deutscher Gewerkschafter und Widerstandskämpfer gegen das NS-Regime, der aufgrund seiner Aktivitäten hingerichtet wurde.

## Leben und Beruf
Nach dem Besuch der Volksschule erlernte Endraß das Schlosserhandwerk. Viele Jahre arbeitete Endraß im Reichsbahnausbesserungswerk in Friedrichshafen. Endraß war parteilos, stand aber der SPD nahe. Er engagierte sich vor allem in der Gewerkschaftsbewegung. Ab 1919 war er Mitglied des Deutschen Eisenbahner-Verbandes (DEV). Nachdem der Einheitsverband der Eisenbahner Deutschlands (EdED) entstanden war, bekleidete Endraß von 1925 bis 1930 die Funktion eines Unterkassierers und von 1929 bis 1931 die eines Schriftführers des Verbandes in Friedrichshafen. Von 1931 bis 1933 war er Erster Vorsitzender des EdED in Friedrichshafen.
Nach der Machtübernahme der Nationalsozialisten war Endraß zeitweise im KZ Welzheim in Haft. Endraß lebte nach wie vor mit seiner Frau Johanna in Friedrichshafen (Ernst-Lehmann-Straße 4). Endraß engagierte sich besonders aktiv im gewerkschaftlichen Widerstand der Eisenbahner in Süddeutschland. Er stand dabei mit Karl Molt in enger Verbindung. Sein Deckname im Widerstand lautete „Andreas“. Unter anderem versuchte Endraß, den illegalen EdED im süddeutschen Raum neu zu organisieren. Zugleich beteiligte er sich an der Weitergabe von Informationen zu Arbeitsbedingungen bei der Reichsbahn und zur Rüstungsproduktion. Diese Aktivitäten galten im NS-Staat als besonders schwere Verbrechen.
Endraß wurde am 21. Juli 1938 festgenommen. Er kam in Untersuchungshaft und wurde nach Berlin überführt. Am 25. November 1939 verurteilte ihn der Volksgerichtshof wegen „Landesverrats in Tateinheit mit Vorbereitung zum Hochverrat“ zum Tode. In der Berliner Hinrichtungsstätte Plötzensee wurde das Todesurteil vollstreckt.

## Gedenken

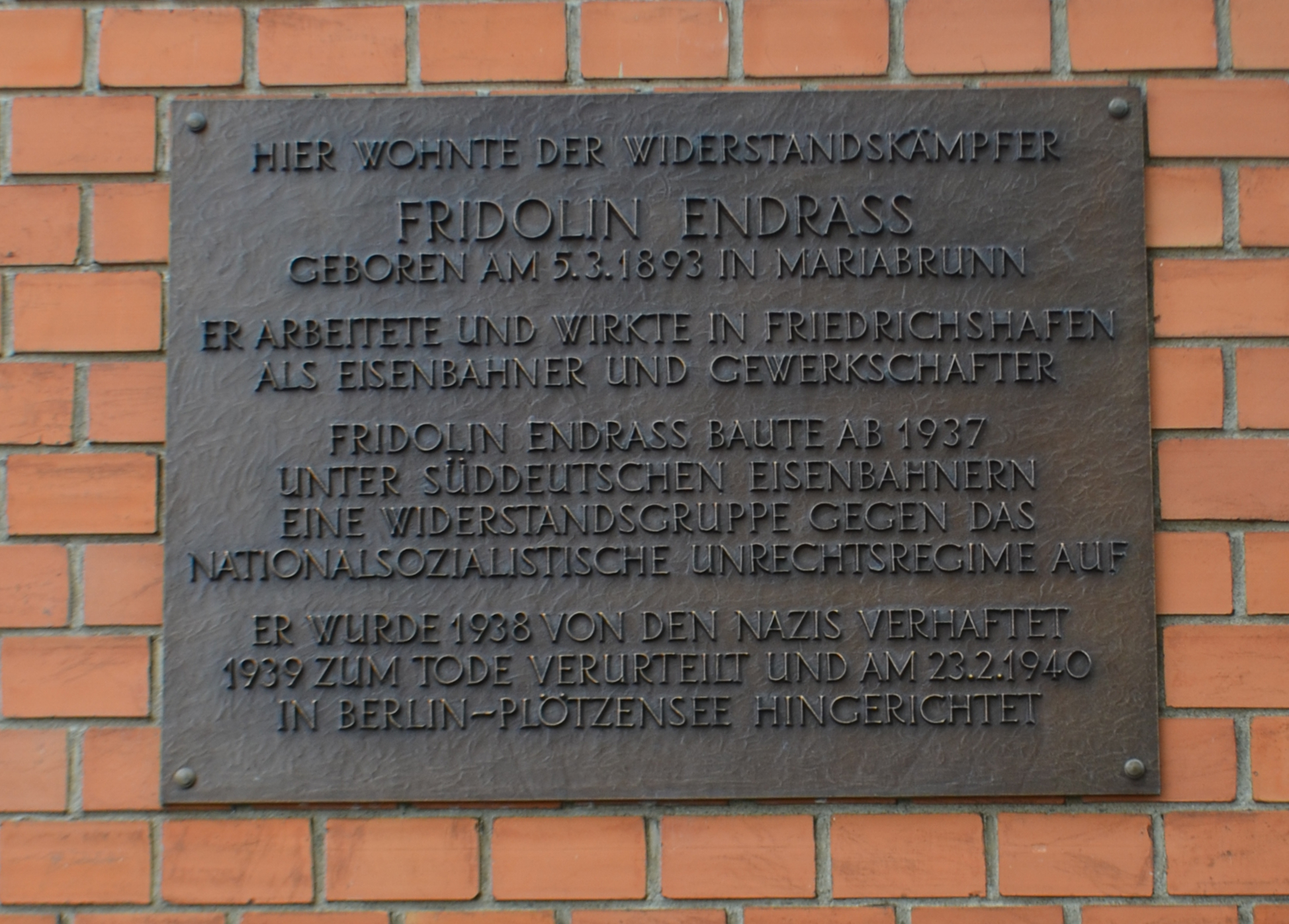
Gedenktafel am ehemaligen Wohnhaus in Friedrichshafen, Ernst-Lehmann-Straße 4

- Am 29. April 1998 wurde in Friedrichshafen ein Fridolin-Endraß-Platz eingeweiht.
- An seinem letzten Wohnort in Friedrichshafen (Ernst-Lehmann-Straße 4) wurde am 7. Mai 2014 eine Gedenktafel zu Ehren von Endraß enthüllt.
- In Eriskirch, dem Geburtsort von Endraß, gibt es einen Fridolin-Endraß-Weg.